# Tedros Teclebrhan

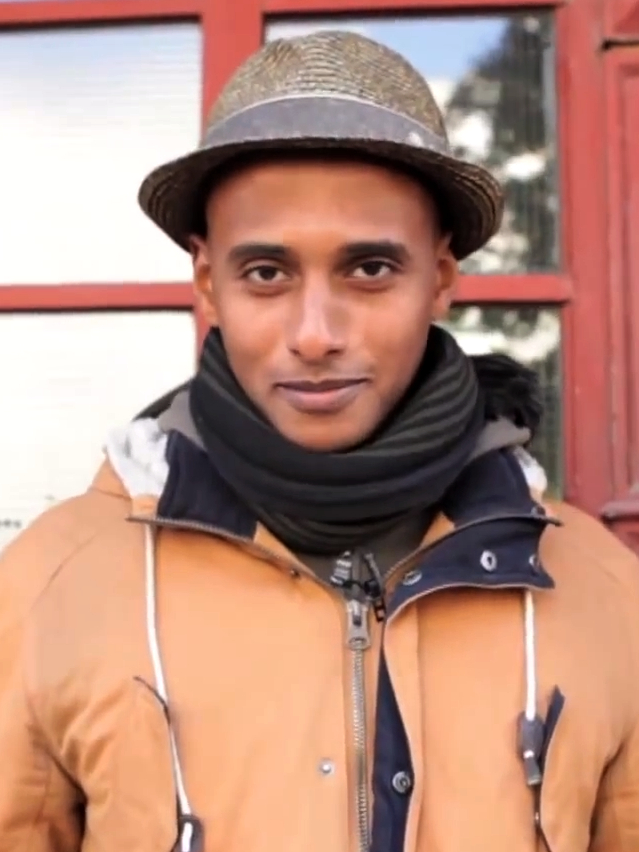
Tedros Teclebrhan (2012)

Tedros „Teddy“ Teclebrhan (Tigrinya ቴድሮስ ተኽለብርሃነ [ˈtɛdrɔs ˈtaxːləbə̆rˌhan]; * 1. September 1983 in Asmara, Eritrea (damals Äthiopien)) ist ein deutsch-eritreischer Komiker, Schauspieler, Musiker, Musicaldarsteller und Webvideoproduzent. Bekannt wurde er unter seinem Pseudonym Teddy Comedy. Markenzeichen seiner Ethno-Comedy ist eine Mischung aus Schwäbisch und Kiezdeutsch.

## Leben
Teclebrhan wurde 1983 als jüngster von drei Söhnen in Asmara, der Hauptstadt der damals äthiopischen Provinz Eritrea geboren. Als er sieben Monate alt war, floh seine Mutter infolge des eritreischen Unabhängigkeitskrieges mit ihm und seinen Geschwistern in die Bundesrepublik Deutschland. Er wuchs schließlich in Bästenhardt auf, einem Stadtteil von Mössingen südlich von Tübingen am Rand der Schwäbischen Alb. In seiner Kindheit verbrachte er auf freiwilliger Basis ein Jahr in einem Jugendheim und ein weiteres Jahr als Austauschschüler in Kanada. Nach seinem Zivildienst schloss er 2008 einen Schauspiellehrgang an der internationalen Schauspielakademie CreArte in Stuttgart ab.

## Werk
Seine ersten Fernsehrollen übernahm Teclebrhan ab 2009. Seine charakteristische Sprechweise, ein sekundärer Ethnolekt, enthält Elemente des Schwäbischen und von Kiez- oder Migrantendeutsch. Im SWR spielte er den schwäbelnden Tankstellenpächter Peter Gesesse in Laible und Frisch und im ZDF den rheinischen Drogendealer Moel in der Krimiserie Kommissar Stolberg. 2009 gab er sein Debüt im Bereich Musical mit Hairspray. Dort spielte er von Dezember 2009 bis September 2010 die Rolle des Studenten Seaweed J. Stubbs.
Aufmerksamkeit erlangte Teclebrhan Mitte Mai 2011 durch ein Video auf YouTube und Auftritte bei TV total. Im selben Jahr gewann er das TVLab bei ZDFneo. Im Mai 2012 folgte die erste reguläre Ausgabe von Teddy’s Show. In der Sendung schlüpft er in Einspielfilmen in die von ihm erfundenen Rollen Antoine Burtz, Percy, Lohan Cohan, Ernst Riedler und Carlos. Zu den Elementen der Show zählen Stand-up-Einlagen, eine Studio-Live-Band sowie ein Talk mit Studiogästen. Die Sendung wurde von der Kritik positiv aufgenommen.
Im April 2012 feierte er in der Stuttgarter Porsche-Arena mit seinem Bühnenprogramm Teddy Show – Was labersch du…?! Premiere und ist seitdem auf Tour in Deutschland, Österreich und der Schweiz. Im März 2015 fanden an zwei Tagen die DVD-Aufzeichnungen seines Live-Programms in der Stuttgarter Schleyerhalle statt. Im Film Halbe Brüder des Regisseurs Christian Alvart, der 2014 gedreht wurde, übernahm er an der Seite von Fahri Yardım und Sido eine Hauptrolle.
2019 moderierte Teclebrhan an der Seite von Désirée Nosbusch den Deutschen Filmpreis. Seit Mai 2019 wird seine Show 1:30 bei ProSieben ausgestrahlt. Darin treten neben Prominenten auch Zuschauer auf, die 1:30 Minuten Zeit haben, um etwas darzubieten. Bisherige Gäste waren unter anderem Adel Tawil, Jürgen Domian und JP Krämer. Bisher sind zwei Staffeln zu je vier Episoden erschienen. Seit 2020 ist Teclebrhan Teil der Jury der ProSieben-Show FameMaker.
Bei der deutschen Ausgabe von One Mic Stand, die 2022 auf Amazons Prime Video erschien, war Teclebrhan Gastgeber und Haupt-Comedian.
Seit Februar 2011 lud Teclebrhan auf seinem YouTube-Kanal Videos hoch; sie erzielten über 200 Mio. Aufrufe. Auch hat er auf YouTube über eine Million Abonnenten (Stand: Juli 2022). Das erfolgreichste Video ist die Umfrage zum Integrationstest (was nicht gesendet wurde) mit über 40 Mio. Aufrufen, in dem er als Antoine Burtz Fragen zum Einbürgerungstest beantwortet. 2013 veröffentlichte er die Videoserie Boot Camp, sowie 2014, 2015, 2017, 2019 und 2023 einen Adventskalender. Teclebrhans im April 2020 veröffentlichtes Musikvideo Deutschland isch stabil sammelte innerhalb eines Tages eine Million Aufrufe.

## Filmografie

### Kino, Fernsehen und Serien
- 2006: Beles (Kurzfilm)
- 2007: The Roof is on Fire
- 2007: Amsfeld (Trailer)
- 2009: Ebony & Ivory (Kurzfilm)
- 2009–2010: Laible und Frisch
- 2010: Ameisen gehen andere Wege
- 2010: Sascha
- 2010: Kommissar Stolberg – Das Mädchen und sein Mörder (Folge 30)
- 2011–2012: Teddy’s Show (Moderator), ZDFneo
- 2012: SOKO Stuttgart – Tödliches Idyll
- 2012: Und weg bist du
- 2012: Plötzlich 70!
- 2013: Lotta & die frohe Zukunft
- 2013: Unter Feinden
- 2014: Wir machen durch bis morgen früh
- 2014: Die Mamba
- 2015: Der Verlust
- 2015: Halbe Brüder
- 2018: Reich oder tot
- 2018–2020 Nachtschicht (Filmreihe) (Hauptrolle)
  - 2018: Nachtschicht – Es lebe der Tod
  - 2020: Nachtschicht – Cash & Carry
- 2019: Systemsprenger
- 2020: Bad Banks
- 2021: Generation Beziehungsunfähig
- 2021: Eine riskante Entscheidung
- 2022: The Magic Flute – Das Vermächtnis der Zauberflöte
- 2022: Semret (Film)

### Shows
- 2011–2012: Teddy’s Show (Moderation), ZDFneo
- 2019: 1:30 (Moderation), ProSieben
- 2019: Schlag den Star (Kandidat), ProSieben
- 2020: Teddy gönnt dir! (Herausforderer), ProSieben
- 2020: Chez Krömer (Gast), RBB
- 2021: LOL: Last One Laughing
- 2021, 2025: Wer stiehlt mir die Show?, ProSieben (16. März 2025, Moderation)
- 2022: One Mic Stand, Prime Video
- 2023: LOL: Last One Laughing (Weihnachtsspezial)
- 2024: Die Teddy Teclebrhan Show, Amazon Prime
- 2025: Dinner Club, Amazon Prime
- 2025: Experte für alles, ProSieben (Gast)

## Theater
- 2007: „Ein ungleiches Paar“ als Manolo
- 2008: „Don Juan oder die Liebe zur Geometrie“ als Don Juan
- 2007: „Das Orchester“ als Leon
- 2008: „Schlafwagen Pegasus“ als Engel, Schaffner und Landstreicher
- 2008: „Das lange Weihnachtsmahl“ als Charles
- 2008: „Der nackte Wahnsinn“ als Tim
- 2009–2011: „Hairspray“ (Musical) als Seaweed
- 2010: „Love“

## Comedy
- 2011: Umfrage zum Integrationstest (was nicht gesendet wurde) (Kurzfilm) als Teilnehmer einer Umfrage
- 2012: Teddy Show – Tournee Süd (Bühnenprogramm mit Teddy und Band) als Teddy, Percy, Lohan Cohan und Antoine
- 2011: Antoine’s Traum (Kurzfilm/Dokumentation) als Antoine
- 2013: Bootcamp als Antoine
- 2013: Teddy Show – Deutschlandtournee (Bühnenprogramm mit Teddy und Band) als Teddy, Percy, Lohan Cohan, Carlos und Antoine
- 2014: Teddy Show – Deutschlandtournee (Bühnenprogramm mit Teddy und Band) als Teddy, Ernst Riedler, Percy, Lohan Cohan, Carlos und Antoine
- 2015: Teddy Show – Deutschlandtournee (Bühnenprogramm mit Teddy und Band) als Teddy, Ernst Riedler, Percy, Lohan Cohan, Carlos und Antoine
- 2017: Ds passiert alles in dein Birne! (Bühnenprogramm mit Teddy und Band) als Teddy, Ernst Riedler, Lohan Cohan, Guido, Percy und Antoine
- 2018: Ds passiert alles in dein Birne! (Bühnenprogramm mit Teddy und Band) als Teddy, Ernst Riedler, Lohan Cohan, Guido, Percy und Antoine
- 2022: Teddy Show (Bühnenprogramm mit Teddy und Band) als Teddy, Ernst Riedler, Percy, Antoine, Freddy Mercury

## Diskografie
- 2018: Let Go (Single)
- 2019: Lohn isch da (Single)
- 2019: Wir lieben unsern Bart (Def Mix) (Single)
- 2021: Have Yourself a Merry Little Christmas (Single)
- 2021: Du weißt … (Single)
- 2022: Feels so good (Single)
- 2024: Feelings Are Feelings (Single)
- 2024: Nukho (Single)
- 2025: Imbaba (Single)

### Als Antoine Burtz
Alle Veröffentlichungen als Antoine Burtz listen sowohl Teclebrhans Klarnamen als auch Antoine Burtz als Interpreten und wurden zusammen mit einem Musikvideo veröffentlicht.
- 2017: Flieg, kleiner Wellensittich (Single)
- 2018: Freddie Mercury (Single)
- 2019: Lohn isch da (Single)
- 2020: Deutschland isch stabil (Single)
- 2021: Mona Lisa (Single, #16 der deutschen Single-Trend-Charts am 23. April 2021[30])
- 2024: Ich bin aufm Sprung (Single)

## Auszeichnungen
- 2016: Deutscher Schauspielerpreis in der Kategorie Starker Auftritt für Der Verlust[31]
- 2020: Goldene Kamera Digital Award in der Kategorie Best of Entertainment[32]
- 2020 Sondermann-Preis für Komische Kunst (Förderpreis)
- 2024 Bambi in der Kategorie Comedy[33]